# Episodi di Strike Back (seconda stagione)
La seconda stagione della serie televisiva Strike Back, intitolata Strike Back: Project Dawn - Senza regole (Strike Back: Project Dawn), è stata trasmessa in prima visione dal canale statunitense Cinemax dal 2 agosto al 21 ottobre 2011, mentre nel Regno Unito è andata in onda su Sky1 dal 21 agosto al 23 ottobre 2011.
In Italia la stagione è stata trasmessa su Sky Uno dal 19 gennaio al 16 febbraio 2012.
| nº | Titolo originale | Titolo italiano     | Prima TV UK       | Prima TV USA      | Prima TV Italia  |
| -- | ---------------- | ------------------- | ----------------- | ----------------- | ---------------- |
| 1  | Episode 1        | Pakistan - Parte 1  | 21 agosto 2011    | 12 agosto 2011    | 19 gennaio 2012  |
| 2  | Episode 2        | Pakistan - Parte 2  | 28 agosto 2011    | 19 agosto 2011    | 19 gennaio 2012  |
| 3  | Episode 3        | Sudafrica - Parte 1 | 4 settembre 2011  | 26 agosto 2011    | 26 gennaio 2012  |
| 4  | Episode 4        | Sudafrica - Parte 2 | 11 settembre 2011 | 9 settembre 2011  | 26 gennaio 2012  |
| 5  | Episode 5        | Sudan - Parte 1     | 18 settembre 2011 | 16 settembre 2011 | 2 febbraio 2012  |
| 6  | Episode 6        | Sudan - Parte 2     | 25 settembre 2011 | 23 settembre 2011 | 2 febbraio 2012  |
| 7  | Episode 7        | Kosovo - Parte 1    | 2 ottobre 2011    | 30 settembre 2011 | 9 febbraio 2012  |
| 8  | Episode 8        | Kosovo - Parte 2    | 9 ottobre 2011    | 7 ottobre 2011    | 9 febbraio 2012  |
| 9  | Episode 9        | Austria - Parte 1   | 16 ottobre 2011   | 14 ottobre 2011   | 16 febbraio 2012 |
| 10 | Episode 10       | Austria - Parte 2   | 23 ottobre 2011   | 21 ottobre 2011   | 16 febbraio 2012 |